# Morgan Foster Larson
Morgan Foster Larson, född 15 juni 1882, död 21 mars 1961, var en amerikansk politiker som var New Jerseys guvernör från 1929 till 1932.

## Biografi

### Privatliv
Larson föddes den 15 juni 1882 i Perth Amboy, New Jersey. Han studerade vid Cooper Union i New York, där han tog en kandidatexamen i naturvetenskap 1907 och en ingenjörsexamen 1910. Hans första arbete var som ingenjör.
Larson avled den 21 mars 1961. Han begravdes på Alpine Cemetery i Perth Amboy, New Jersey.

### Karriär
Larson var medlem av Republikanerna. Han var ledamot av New Jerseys senat för Middlesex County, New Jersey från 1922 till och med 1928. På hösten 1928 valdes han till New Jerseys guvernör. Han tillträdde guvernörsposten den 15 januari 1929. Enligt den dåvarande delstatsgrundlagen var mandatperioden för guvernörer tre år och en sittande guvernör fick inte ställa upp till omval, så han slutade som guvernör den 19 januari 1932. En tidigare guvernör kunde dock väljas på nytt och Larson tog över efter A. Harry Moore, som sedan också efterträdde honom.